# Lijst van markten in Amsterdam

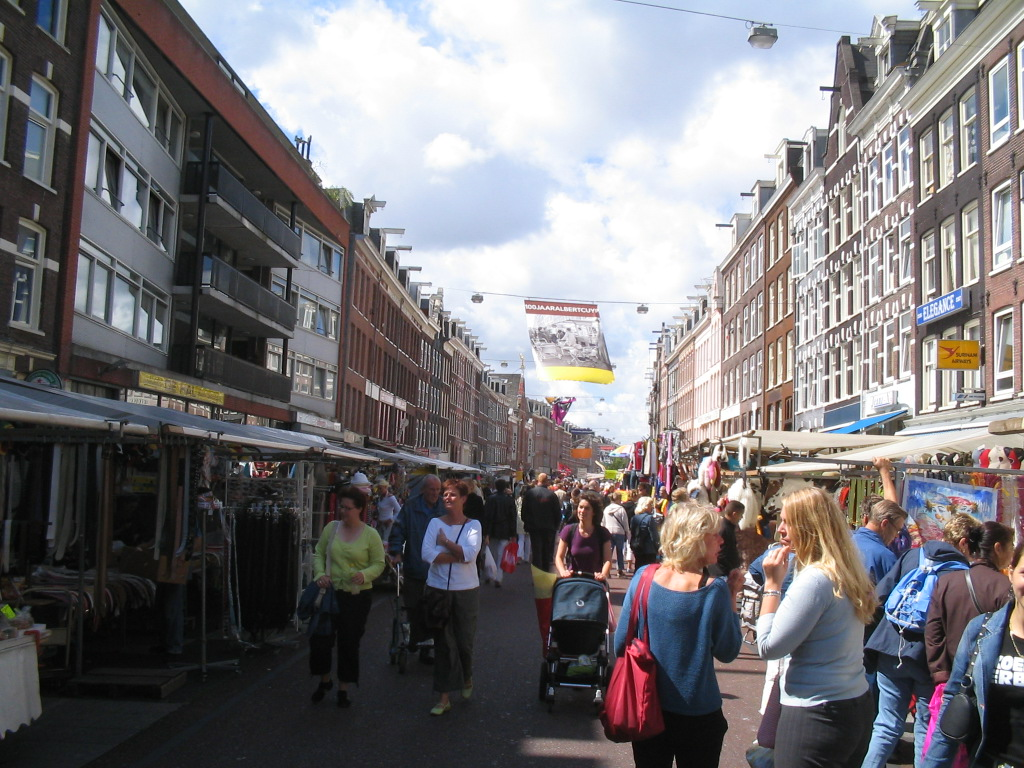
Albert Cuypmarkt

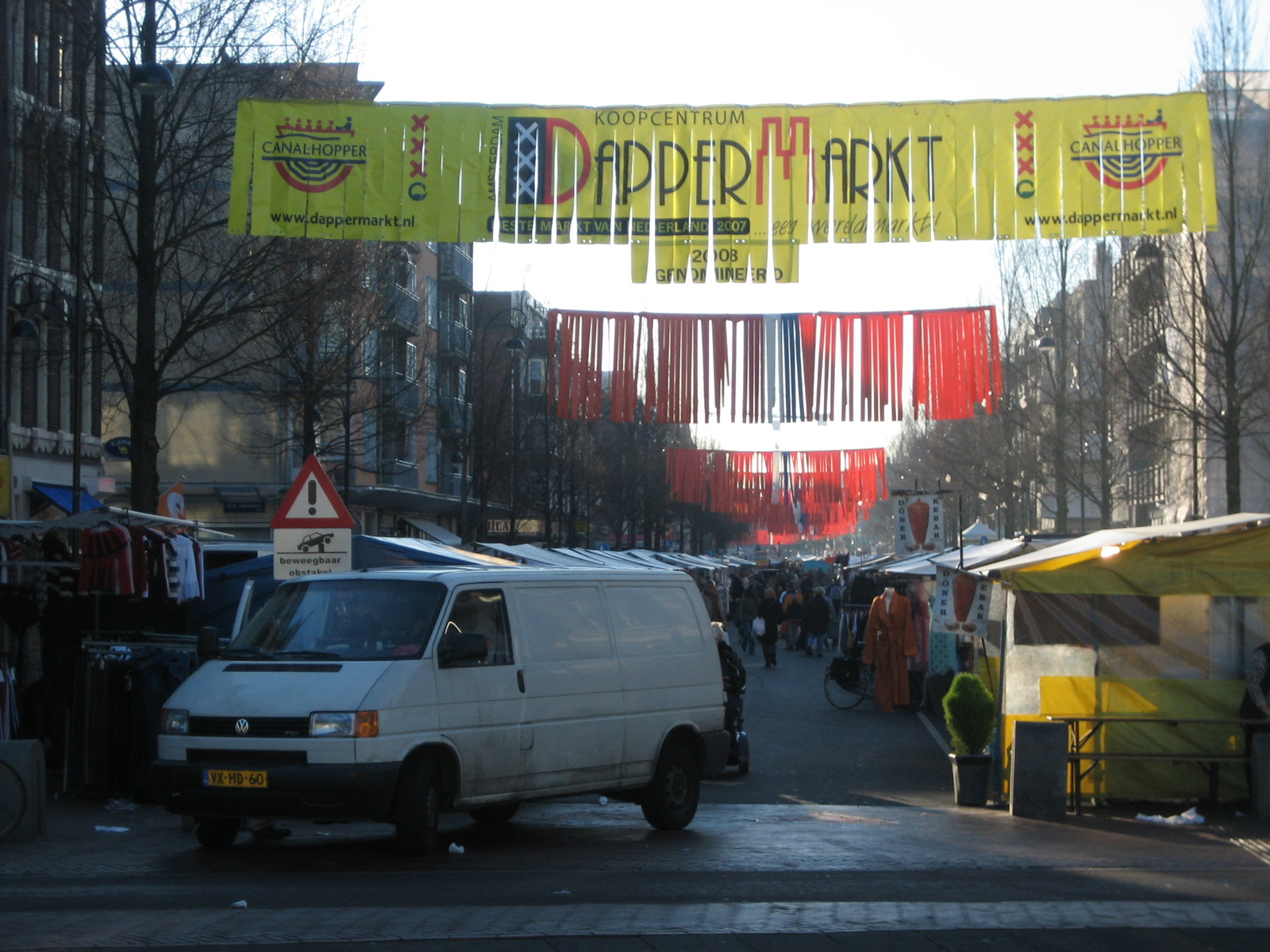
Dappermarkt

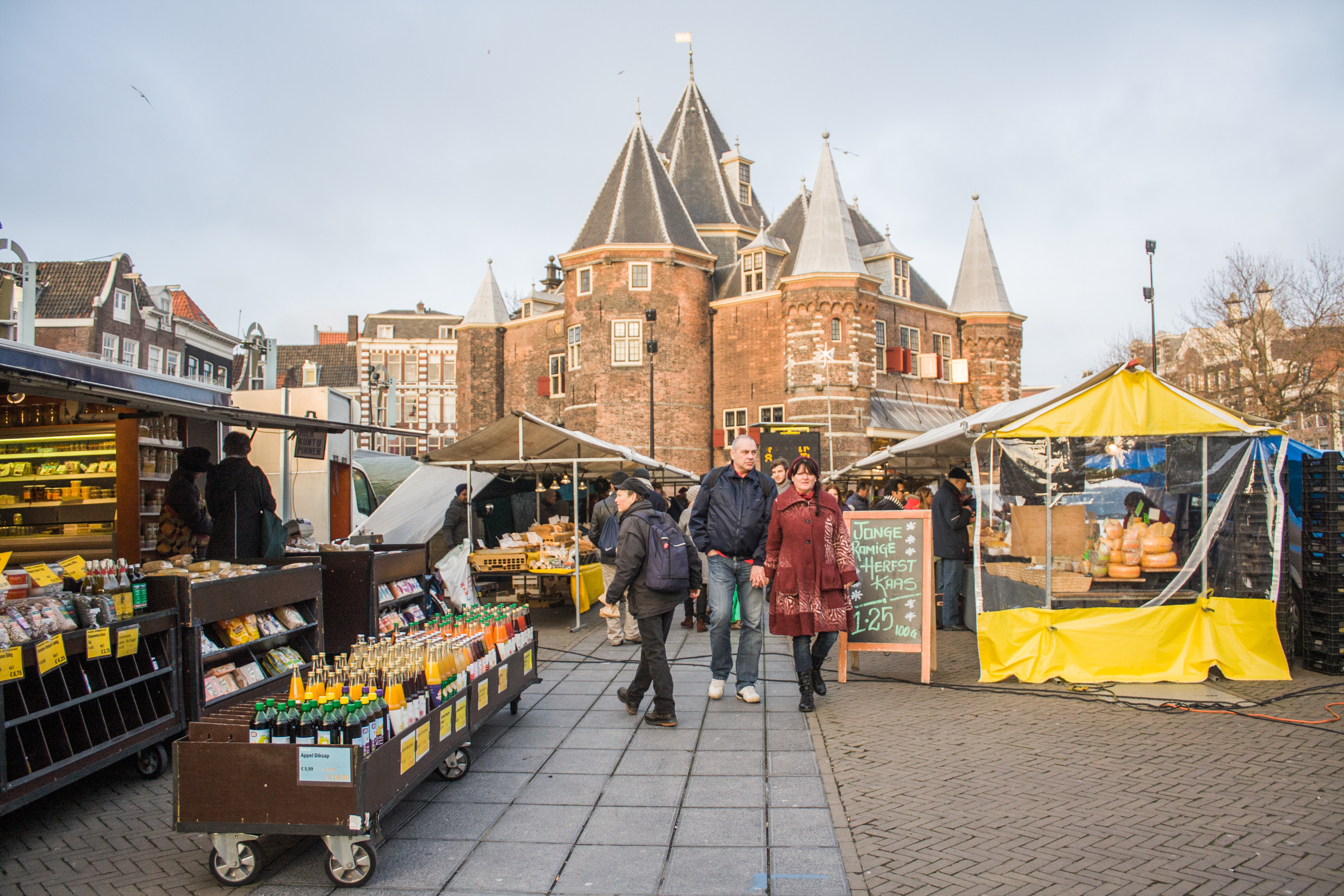
Nieuwmarkt

In Amsterdam zijn vele bekende markten. Tot de bekendste en grootste behoren de Albert Cuypmarkt, die in 2005 een eeuw bestond, de Dappermarkt, de Bloemenmarkt en de vlooienmarkt op het Waterlooplein.
In Amsterdam Nieuw-West en Amsterdam Zuidoost rouleren markten tussen de verschillende locaties. Zo is er in Nieuw-West bijvoorbeeld markt op maandag in Geuzenveld, dinsdag in Osdorp en woensdag in Slotervaart. De markt in Zuidoost is op dinsdag in de Kameleon (Kraaiennest), woensdag in Reigerbos, zaterdag in Ganzenpoort (Ganzenhoef) en de overige dagen op het Anton de Komplein.
|  |  | - Albert Cuypmarkt (De Pijp) - Amstelveld, bloemen en planten – maandag - Amsterdam BLEND Market, diverse data en locaties in Amsterdam door het jaar heen met creaties, cadeaus, curiosa, activiteiten en live muziek. - Anton de Komplein (Bijlmermeer), vroeger Fazantenhof – maandag, donderdag en vrijdag - Buikslotermeerplein (Amsterdam-Noord) - Dappermarkt (Amsterdam-Oost) - C.van Eesterenlaan (Zeeburg), biologische boerenmarkt – woensdagmiddag - Ganzenpoort (Bijlmermeer), vroeger Ganzenhoef – zaterdag - Haarlemmerplein, biologische markt – woensdag - Hermitage Markt, boodschappenmarkt, (binnentuin van de Hermitage Amsterdam) – zaterdag - Jaarmarkt Slotermeer, jaarlijks festival op Plein '40-'45 met 200+ kramen, activiteiten en live muziek - De Kameleon (Bijlmermeer), vroeger Kraaiennest – dinsdag - Lambertus Zijlplein (Geuzenveld) – maandag - Lindengracht (Jordaan) – zaterdag - MercatorMarkt, 4x per jaar op een zaterdag feestelijke markt op het Mercatorplein met creaties, cadeaus, curiosa, activiteiten en live muziek. - Minervaplein, biologische markt – vrijdag - Nieuwezijds Voorburgwal, postzegels en munten – woensdag en zaterdag - Nieuwmarkt, biologische markt - Nieuwmarkt, dagmarkt - Nieuwmarkt, antiek en curiosa – zondag, alleen in de zomermaanden | - Noordermarkt, boerenmarkt – zaterdag - Noordermarkt, brocante – maandagochtend en zaterdag - Oudemanhuispoort, boekenmarkt - Van der Pekstraat (Amsterdam-Noord), voorheen op het Mosveld - Plein '40-'45 (Slotermeer) – dinsdag-zaterdag - Reuring Markt (IJburg) – zaterdag - Reigersbos (Gaasperdam) – woensdag - Sierplein (Slotervaart) – woensdag - Singel, bloemenmarkt - Spui, boekenmarkt – vrijdag - Spui, kunstmarkt – zondag - Stadionplein – zaterdag - Ten Katemarkt (Kinkerbuurt) - Thorbeckeplein, kunstmarkt – zondag - Tussen Meer (Osdorp) – dinsdag - Uitmarkt – alleen vierde weekend augustus - Vespuccimarkt (De Baarsjes), multiculturele markt – vrijdag en zaterdag - Waterlooplein, vlooienmarkt/dagmarkt - Westerstraat-markt (Jordaan), lapjesmarkt – alleen maandagochtend - IJ-hallen, vlooienmarkt - Weesp (gemeente Amsterdam) Grote plein (dinsdagochtend) en Nieuwstraat (vrijdagochtend) |